# 시 호크
시 호크(The Sea Hawk)는 미국에서 제작된 마이클 커티즈 감독의 1940년 액션, 모험, 멜로/로맨스 영화이다. 에롤 플린 등이 주연으로 출연하였다.

## 출연

### 주연
- 에롤 플린
- 브렌다 마셜

### 조연
- 클로드 레인스
- 도널드 크리스프
- 플로라 롭슨
- 앨런 헤일
- 헨리 다니엘
- 우나 오코너
- 제임스 스티븐슨
- 길버트 롤랜드
- 윌리엄 런디갠
- 줄리앙 밋첼
- 몬타구 러브
- J.M. 케리건
- 데이비드 브루스
- 클리포드 브룩
- 클라이드 쿡
- 프리츠 레이버
- 엘리스 어빙
- 프란시스 맥도널드
- 페드로 드 코르도바
- 잭 라 루
- 할리웰 홉스
- 알렉 크레이그
- 빅터 바르코니
- 로버트 워윅
- 해리 코딩
- 허버트 앤더슨
- 메리 앤더슨
- 윗 비셀
- 에드가 뷰캐넌
- J.W. 코디
- 모리스 코스텔로
- 레일랜드 호지슨
- 찰스 어윈
- 데이브 캐쉬너
- 콜린 케니
- 클로포드 켄트
- 프랭크 랙틴
- 레스터 매튜스
- 아트 마일즈
- 제랄드 모르
- 레오나드 머디
- 네스토 파이바
- 제이 실버힐스
- 존 슈튼
- 데이빗 터스비
- 안소니 워드
- 프랭크 윌콕스
- 프레더릭 워록
- 해리 워스

## 제작진
- 협력프로듀서: 헨리 블렁크
- 의상: 오리 켈리